# Reignac (Charente)
Pour les articles homonymes, voir Reignac.
Reignac est une commune du Sud-Ouest de la France, située dans le département de la Charente (région Nouvelle-Aquitaine).
Ses habitants sont les Reignacais et les Reignacaises.

## Géographie

### Localisation et accès
Reignac est une commune du Sud Charente située à 6 km au sud de Barbezieux et 37 km au sud-ouest d'Angoulême, non loin de la Charente-Maritime.
Le bourg de Reignac est aussi à 6 km au nord-est de Baignes, chef-lieu de son canton, 20 km à l'est de Jonzac, 32 km au sud de Cognac et 72 km au nord-est de Bordeaux.
La route principale traversant la commune du nord au sud est la route nationale 10, entre Angoulême et Bordeaux, dont l'échangeur au sud de Barbezieux n'est qu'à 1 km du bourg. Le bourg est situé sur la D 14, route de Barbezieux à Baignes qui part de cet échangeur, et la D 127 de Montchaude à Condéon. La D 731, route de Chalais et Brossac à Barbezieux et Cognac, traverse le nord-est de cette commune assez étendue.

### Hameaux et lieux-dits
La commune compte de nombreuses fermes et de petits hameaux, comme Chez Saillant, le Rambeau, la Châtaigneraie au nord, Chez Desmard, Venelle à l'est, les Oliviers, les Chaussades (en limite avec Le Tâtre) au sud, Peurché à l'ouest, etc.

### Communes limitrophes
|           | Barbezieux-Saint-Hilaire | Salles-de-Barbezieux |
| Montmérac | Reignac                  | Condéon              |
|           | Le Tâtre                 |                      |

### Géologie et relief
La commune est située dans le calcaire du Bassin aquitain, comme une grande partie sud et ouest du département de la Charente. Elle est occupée dans une grande partie nord par le Campanien (Crétacé supérieur), calcaire crayeux, qui occupe une grande partie du Sud Charente et constitue la Champagne charentaise. Le quart sud de la commune ainsi que quelques sommets au centre sont occupés par du sable kaolinique et galets du Tertiaire, terrains pauvres et boisés de la Double,,.
Le relief de la commune est celui de bas plateaux descendant doucement vers le nord, et de quelques buttes au nord-est. Son point culminant est à une altitude de 140 m, situé sur une de ces buttes, au bois de la Pivette. Le point le plus bas est à 66 m, situé le long du ruisseau de Condéon sur la limite orientale. Le bourg, situé dans la vallée du Trèfle, est à 105 m d'altitude.

### Hydrographie

#### Réseau hydrographique

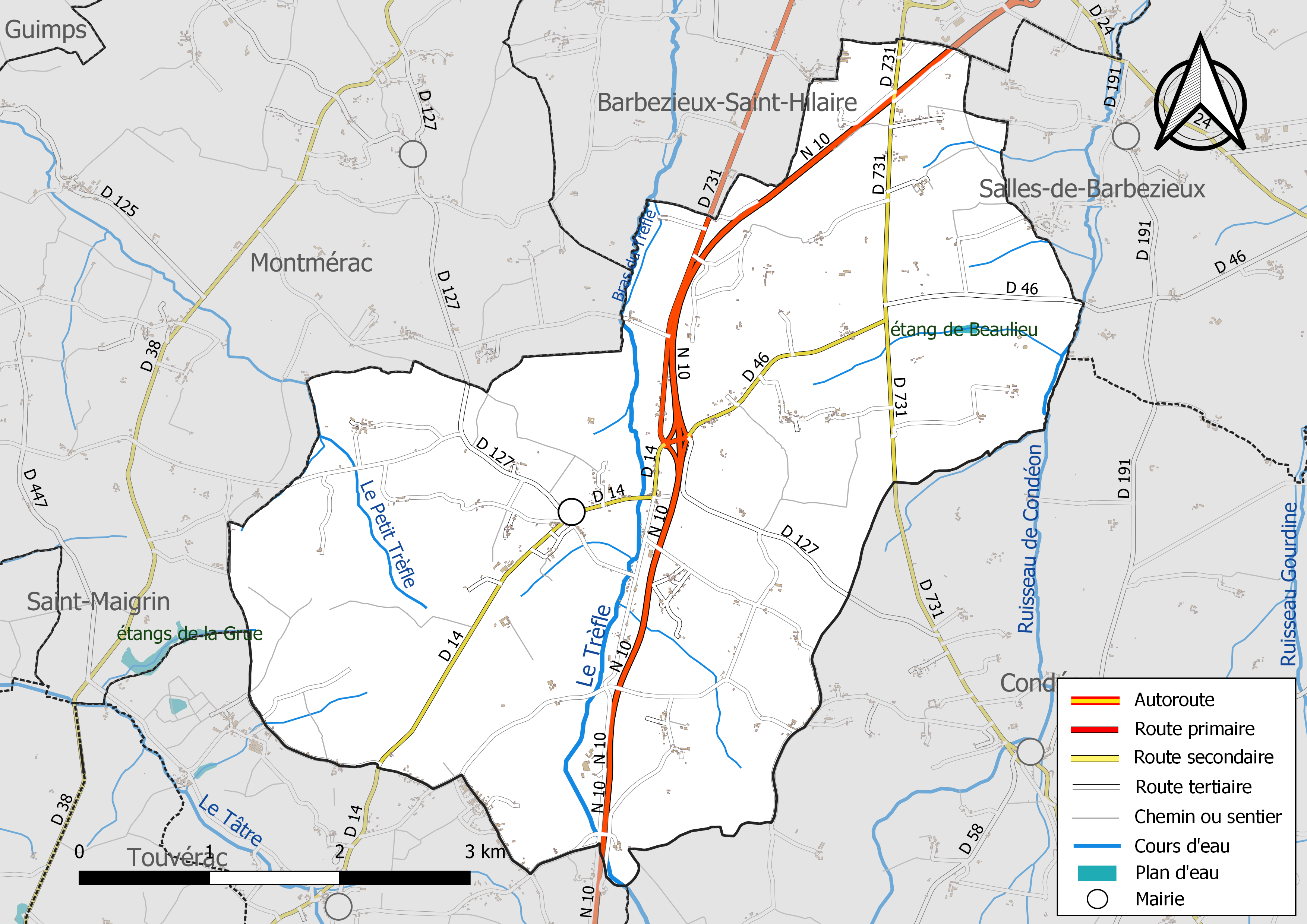
Réseaux hydrographique et routier de Reignac.

La commune est située dans le bassin versant de la Charente au sein du Bassin Adour-Garonne. Elle est drainée par le Trèfle, le ruisseau de Condéon, le Trèfle et par divers petits cours d'eau, qui constituent un réseau hydrographique de 17 km de longueur totale,.
Le Trèfle, affluent de la Seugne qui passe à Jonzac et sous-affluent de la Charente, naît au sud de la commune puis coule vers le nord et passe au bourg.
Le Petit Trèfle, affluent du Trèfle qui passe à Lamérac, naît à l'ouest de la commune.
Le ruisseau de Condéon, affluent du Beau qui passe à l'est de Barbezieux pour se jeter dans le Né, passe en limite orientale de commune.

#### Gestion des eaux
Le territoire communal est couvert par le schéma d'aménagement et de gestion des eaux (SAGE) « Charente ». Ce document de planification, dont le territoire correspond au bassin de la Charente, d'une superficie de 9 300 km2, a été approuvé le 19 novembre 2019. La structure porteuse de l'élaboration et de la mise en œuvre est l'établissement public territorial de bassin Charente. Il définit sur son territoire les objectifs généraux d’utilisation, de mise en valeur et de protection quantitative et qualitative des ressources en eau superficielle et souterraine, en respect des objectifs de qualité définis dans le troisième SDAGE  du Bassin Adour-Garonne qui couvre la période 2022-2027, approuvé le 10 mars 2022.

### Climat
Comme dans les trois quarts sud et ouest du département, le climat est océanique aquitain.

## Urbanisme

### Typologie
Au 1er janvier 2024, Reignac est catégorisée commune rurale à habitat dispersé, selon la nouvelle grille communale de densité à 7 niveaux définie par l'Insee en 2022.
Elle est située hors unité urbaine. Par ailleurs la commune fait partie de l'aire d'attraction de Barbezieux-Saint-Hilaire, dont elle est une commune de la couronne,. Cette aire, qui regroupe 25 communes, est catégorisée dans les aires de moins de 50 000 habitants,.

### Occupation des sols
L'occupation des sols de la commune, telle qu'elle ressort de la base de données européenne d’occupation biophysique des sols Corine Land Cover (CLC), est marquée par l'importance des territoires agricoles (78,1 % en 2018), en diminution par rapport à 1990 (79,1 %). La répartition détaillée en 2018 est la suivante : 
terres arables (42,7 %), forêts (20,9 %), cultures permanentes (19,4 %), zones agricoles hétérogènes (15,6 %), zones urbanisées (0,5 %), zones industrielles ou commerciales et réseaux de communication (0,4 %), prairies (0,4 %). L'évolution de l’occupation des sols de la commune et de ses infrastructures peut être observée sur les différentes représentations cartographiques du territoire : la carte de Cassini (XVIIIe siècle), la carte d'état-major (1820-1866) et les cartes ou photos aériennes de l'IGN pour la période actuelle (1950 à aujourd'hui).

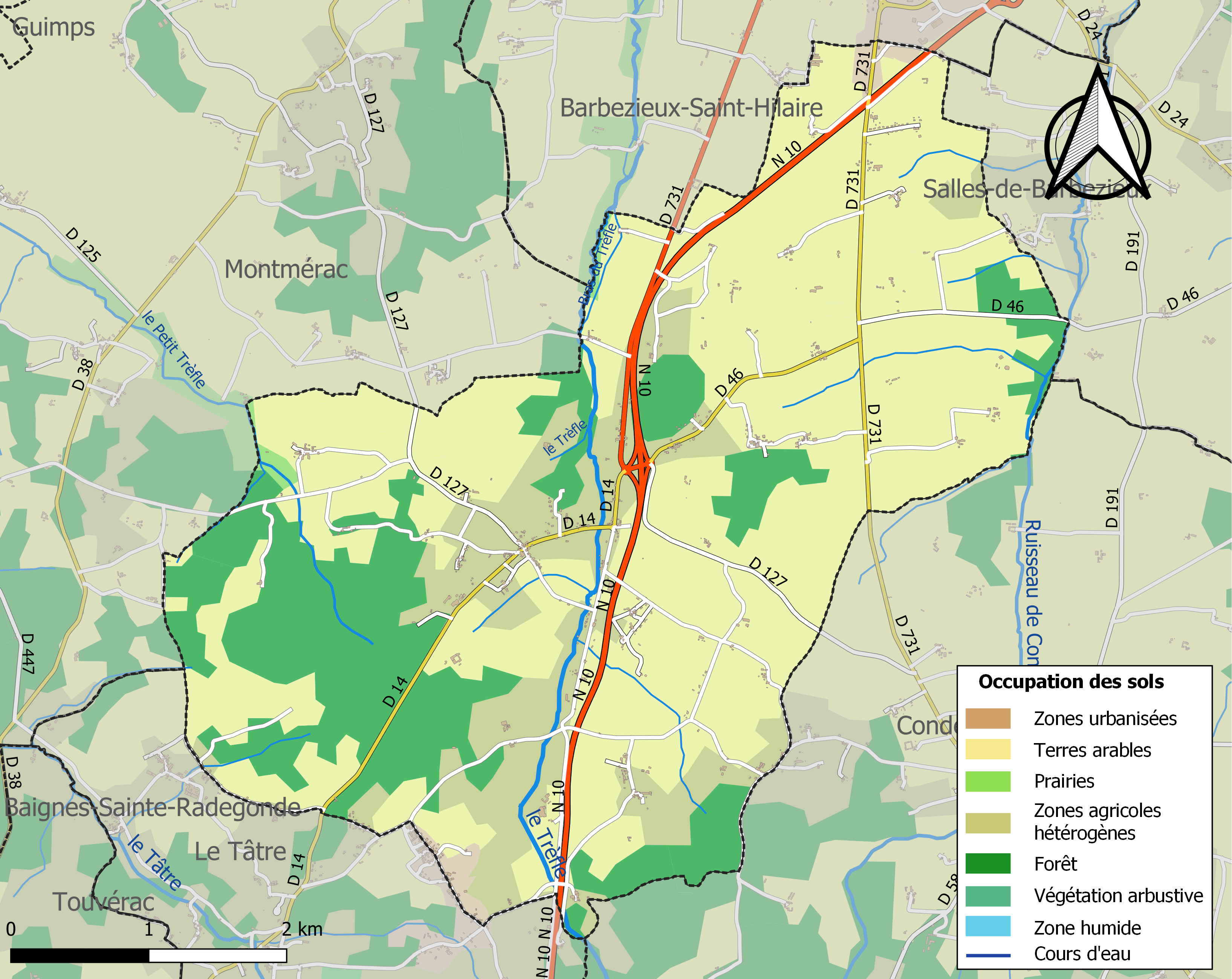
Carte des infrastructures et de l'occupation des sols de la commune en 2018 (CLC).

### Risques majeurs
Le territoire de la commune de Reignac est vulnérable à différents aléas naturels : météorologiques (tempête, orage, neige, grand froid, canicule ou sécheresse), feux de forêts, mouvements de terrains et séisme (sismicité faible). Il est également exposé à un risque technologique,  le transport de matières dangereuses. Un site publié par le BRGM permet d'évaluer simplement et rapidement les risques d'un bien localisé soit par son adresse soit par le numéro de sa parcelle.

#### Risques naturels
Reignac est exposée au risque de feu de forêt. Un plan départemental de protection des forêts contre les incendies (PDPFCI) a été élaboré pour la période 2017-2026, faisant suite à un plan 2007-2016. Les mesures individuelles de prévention contre les incendies sont précisées par divers arrêtés préfectoraux et s’appliquent dans les zones exposées aux incendies de forêt et à moins de 200 mètres de celles-ci. L’arrêté du 3 mai 2016 règlemente l'emploi du feu en interdisant notamment d’apporter du feu, de fumer et de jeter des mégots de cigarette dans les espaces sensibles et sur les voies qui les traversent sous peine de sanctions. L'arrêté du 27 décembre 2019 rend le débroussaillement obligatoire, incombant au propriétaire ou ayant droit,,,.

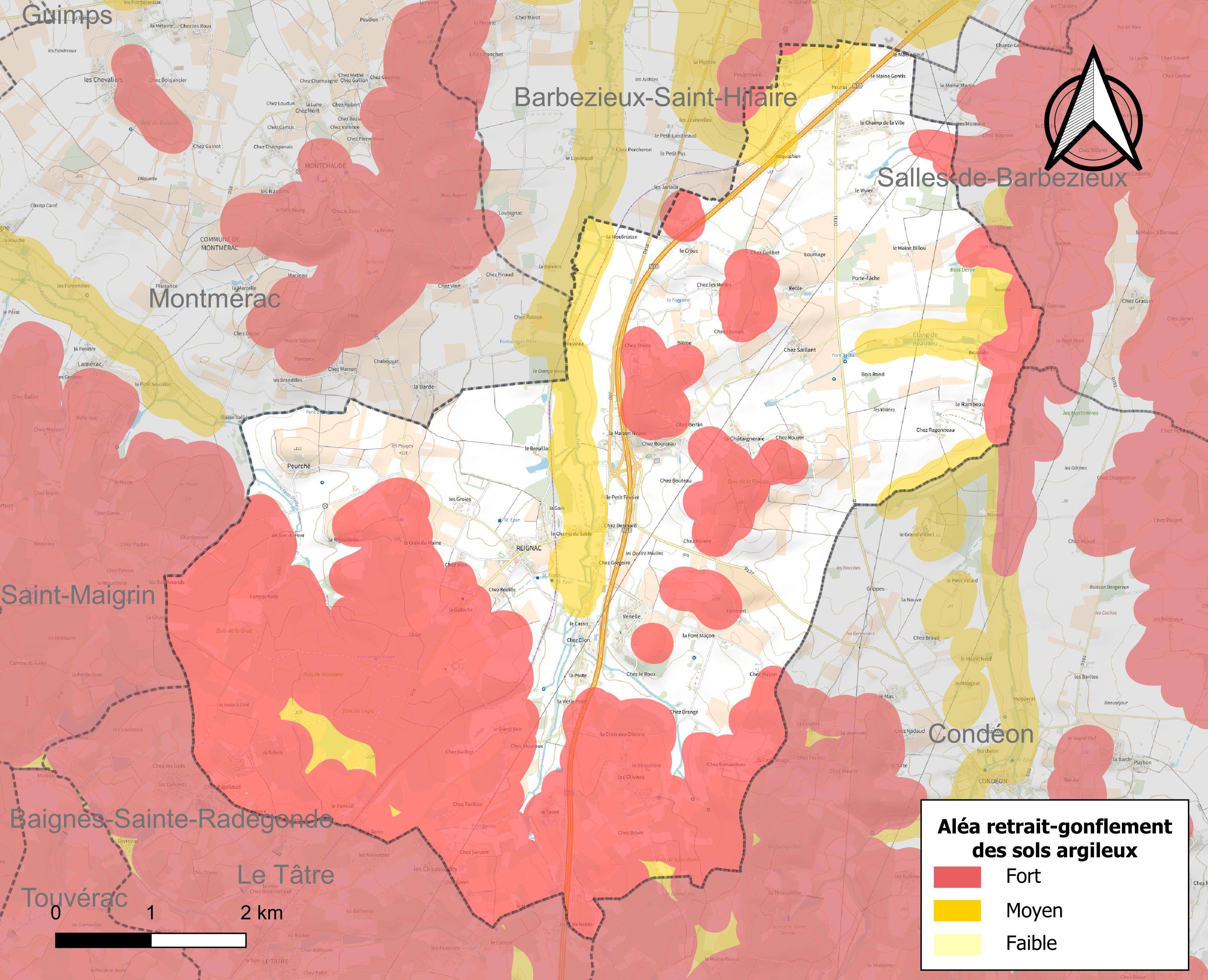
Carte des zones d'aléa retrait-gonflement des sols argileux de Reignac.

Les mouvements de terrains susceptibles de se produire sur la commune sont des glissements de terrain.
Le retrait-gonflement des sols argileux est susceptible d'engendrer des dommages importants aux bâtiments en cas d’alternance de périodes de sécheresse et de pluie. 52,8 % de la superficie communale est en aléa moyen ou fort (67,4 % au niveau départemental et 48,5 % au niveau national). Sur les 354 bâtiments dénombrés sur la commune en 2019,  138 sont en aléa moyen ou fort, soit 39 %, à comparer aux 81 % au niveau départemental et 54 % au niveau national. Une cartographie de l'exposition du territoire national au retrait gonflement des sols argileux est disponible sur le site du BRGM,.
Par ailleurs, afin de mieux appréhender le risque d’affaissement de terrain, l'inventaire national des cavités souterraines permet de localiser celles situées sur la commune.
La commune a été reconnue en état de catastrophe naturelle au titre des dommages causés par les inondations et coulées de boue survenues en 1982, 1987 et 1999. Concernant les mouvements de terrains, la commune a été reconnue en état de catastrophe naturelle au titre des dommages causés par la sécheresse en 2005 et par des mouvements de terrain en 1999.

#### Risques technologiques
Le risque de transport de matières dangereuses sur la commune est lié à sa traversée par une ou des infrastructures routières ou ferroviaires importantes ou la présence d'une canalisation de transport d'hydrocarbures. Un accident se produisant sur de telles infrastructures est susceptible d’avoir des effets graves sur les biens, les personnes ou l'environnement, selon la nature du matériau transporté. Des dispositions d’urbanisme peuvent être préconisées en conséquence.

## Toponymie
Les formes anciennes sont Rinac en 1167-1188, Riniaco en 1302, Riniac, Rinaco, Reginaco.
L'origine du nom de Reignac remonterait à un nom de personne gallo-romain Renius du gaulois Renos, auquel est apposé le suffixe -acum, ce qui correspondrait à Reniacum, « domaine de Renius »,.

## Histoire
L'église a été fortifiée au XVe siècle, postérieurement à sa construction au XIIe siècle. Elle était primitivement le prieuré Saint-Pierre dépendant de l'abbaye de Lesterps, de l'ordre augustinien.
Au sud de la commune, le domaine du Tastet était un fief possédé au XVIIe siècle par les Grimouard de Sainte-Croix, puis échut aux Fradin par mariage au XVIIIe siècle. Ceux-ci émigrèrent à la Révolution. Il fut également la possession de la famille Grassin au XVIIIe siècle, par l'intermédiaire de Jean Grassin (né en 1762), « sieur du Tastet », notaire royal et procureur fiscal du marquisat de Barbezieux.
Au début du XXe siècle, l'industrie était représentée par quelques petits moulins, tuileries et fabriques de poterie. Pendant la première moitié du XXe siècle, la commune était desservie par la ligne de Châteauneuf à Saint-Mariens par Barbezieux, et la gare était située près du bourg.

## Administration

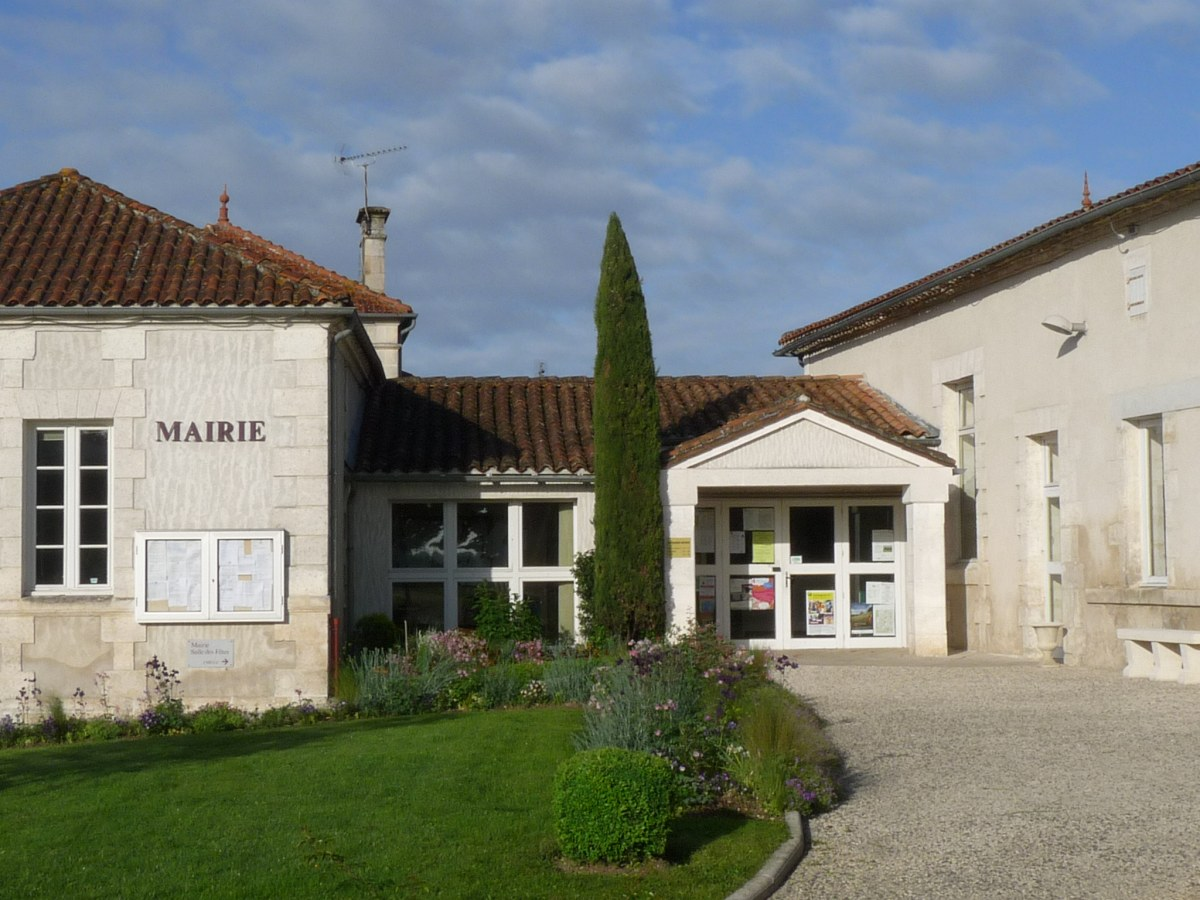
La nouvelle mairie.

| Période                                  | Période  | Identité                                        | Étiquette | Qualité                                                                                                   |
| ---------------------------------------- | -------- | ----------------------------------------------- | --------- | --- |
| Les données manquantes sont à compléter. |          |                                                 |           | |
|                                          |          | Pierre-François-Jacques Piet                    |           | |
| avant 1988                               | ?        | Michel Norbert                                  |           | |
| 1995                                     | 2008     | Jacky Chaignaud                                 |           | |
| 2008                                     | En cours | Daniel Sauvaitre Réélu pour le mandat 2020-2026 | UMP-LR    | Agriculteur, président de la Fédération UMP-LR de Charente jusqu'en 2018, conseiller régional depuis 2015 |

## Démographie

### Évolution démographique
L'évolution du nombre d'habitants est connue à travers les recensements de la population effectués dans la commune depuis 1793. Pour les communes de moins de 10 000 habitants, une enquête de recensement portant sur toute la population est réalisée tous les cinq ans, les populations de référence des années intermédiaires étant quant à elles estimées par interpolation ou extrapolation. Pour la commune, le premier recensement exhaustif entrant dans le cadre du nouveau dispositif a été réalisé en 2006.

En 2022, la commune comptait 715 habitants, en évolution de −2,46 % par rapport à 2016 (Charente : −0,48 %, France hors Mayotte : +2,11 %).
| 1793  | 1800  | 1806  | 1821  | 1831  | 1841  | 1846  | 1851  | 1856  |
| ----- | ----- | ----- | ----- | ----- | ----- | ----- | ----- | ----- |
| 1 204 | 1 259 | 1 273 | 1 203 | 1 214 | 1 272 | 1 320 | 1 234 | 1 221 |

| 1861  | 1866  | 1872  | 1876  | 1881  | 1886  | 1891 | 1896 | 1901 |
| ----- | ----- | ----- | ----- | ----- | ----- | ---- | ---- | ---- |
| 1 223 | 1 125 | 1 077 | 1 004 | 1 009 | 1 003 | 925  | 876  | 829  |

| 1906 | 1911 | 1921 | 1926 | 1931 | 1936 | 1946 | 1954 | 1962 |
| ---- | ---- | ---- | ---- | ---- | ---- | ---- | ---- | ---- |
| 921  | 885  | 807  | 780  | 747  | 745  | 685  | 742  | 651  |

| 1968 | 1975 | 1982 | 1990 | 1999 | 2006 | 2011 | 2016 | 2021 |
| ---- | ---- | ---- | ---- | ---- | ---- | ---- | ---- | ---- |
| 636  | 618  | 605  | 606  | 582  | 620  | 666  | 733  | 728  |

| 2022 | - | - | - | - | - | - | - | - |
| ---- | - | - | - | - | - | - | - | - |
| 715  | - | - | - | - | - | - | - | - |

### Pyramide des âges
La population de la commune est relativement jeune.
En 2018, le taux de personnes d'un âge inférieur à 30 ans s'élève à 33,9 %, soit au-dessus de la moyenne départementale (30,2 %). À l'inverse, le taux de personnes d'âge supérieur à 60 ans est de 26,8 % la même année, alors qu'il est de 32,3 % au niveau départemental.
En 2018, la commune comptait 371 hommes pour 382 femmes, soit un taux de 50,73 % de femmes, légèrement inférieur au taux départemental (51,59 %).
Les pyramides des âges de la commune et du département s'établissent comme suit.
| Hommes | Classe d’âge | Femmes |
| ------ | ------------ | ------ |
| 0,3    | 90 ou +      | 0,8    |
| 9,1    | 75-89 ans    | 8,0    |
| 18,4   | 60-74 ans    | 17,1   |
| 19,9   | 45-59 ans    | 20,6   |
| 20,0   | 30-44 ans    | 18,1   |
| 16,9   | 15-29 ans    | 15,6   |
| 15,4   | 0-14 ans     | 19,8   |

| Hommes | Classe d’âge | Femmes |
| ------ | ------------ | ------ |
| 1      | 90 ou +      | 2,7    |
| 9,2    | 75-89 ans    | 12     |
| 20,6   | 60-74 ans    | 21,3   |
| 20,7   | 45-59 ans    | 20,3   |
| 16,8   | 30-44 ans    | 16     |
| 15,6   | 15-29 ans    | 13,4   |
| 16,1   | 0-14 ans     | 14,3   |

## Économie

### Agriculture
La viticulture occupe une partie de l'activité agricole. La commune est classée dans les Fins Bois, dans la zone d'appellation d'origine contrôlée du cognac.

## Équipements, services et vie locale

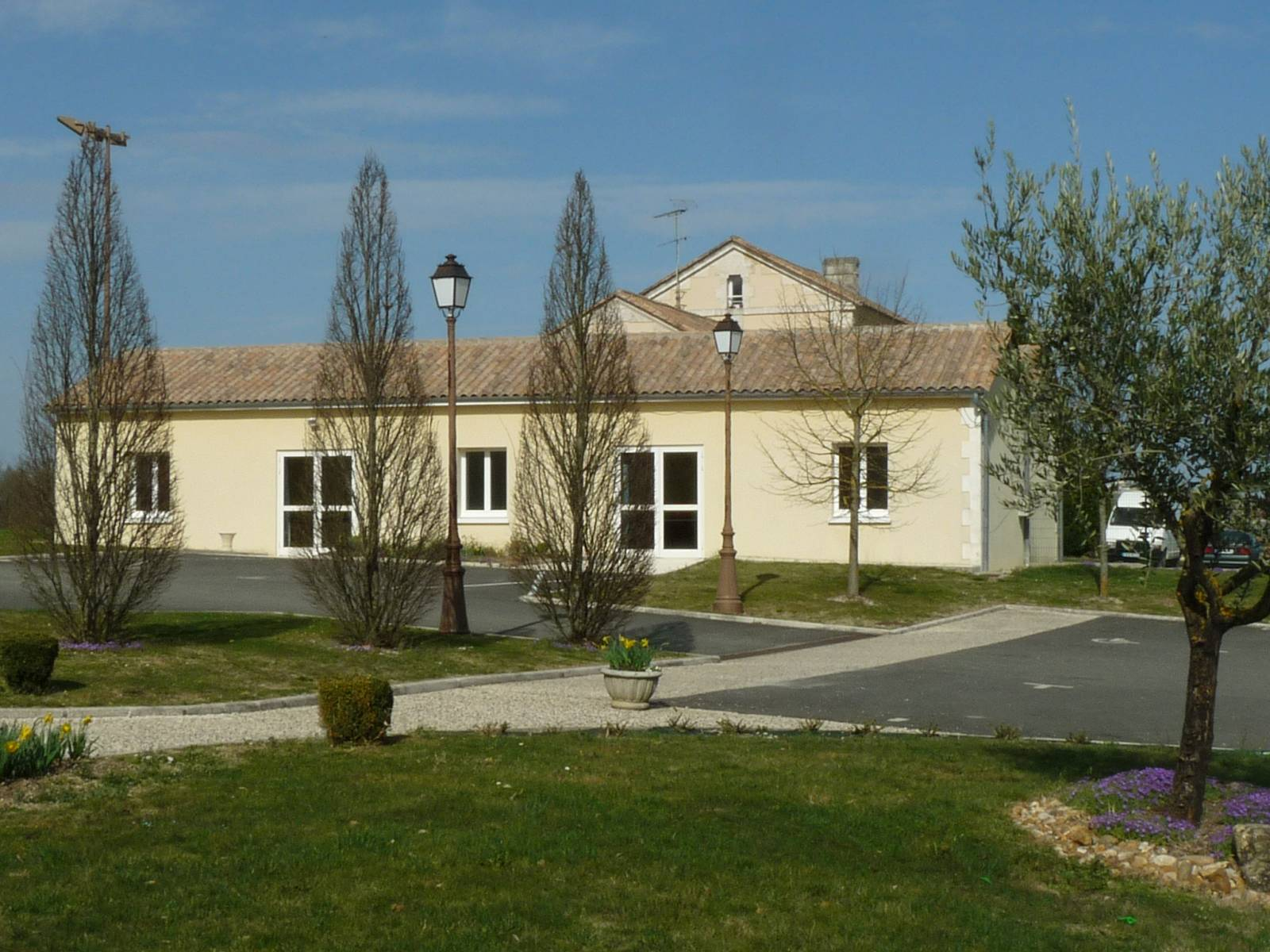
La salle des fêtes.

## Culture locale et patrimoine

### Lieux et monuments

#### Patrimoine religieux
L'église paroissiale Saint-Pierre du XIIe siècle, remaniée et fortifiée au XVe siècle. La nef romane dont la croisée comporte une coupole sur pendentifs est augmentée d'une chapelle à croisées d'ogives et d'une chapelle gothique qui communique avec d'abside qui possède une arcature,.
Dans la nef est noté 1538. Les murs sont ornés de peintures murale et sur le mur ouest de la nef existe des restes d'une litre funéraire : des armoiries avec leurs tenants.
Le chevet a été fortifié par construction d'une galerie crénelée sous le toit et percement de nombreuses meurtrières.
Elle est classée monument historique depuis 1970.

L'église Saint-Pierre
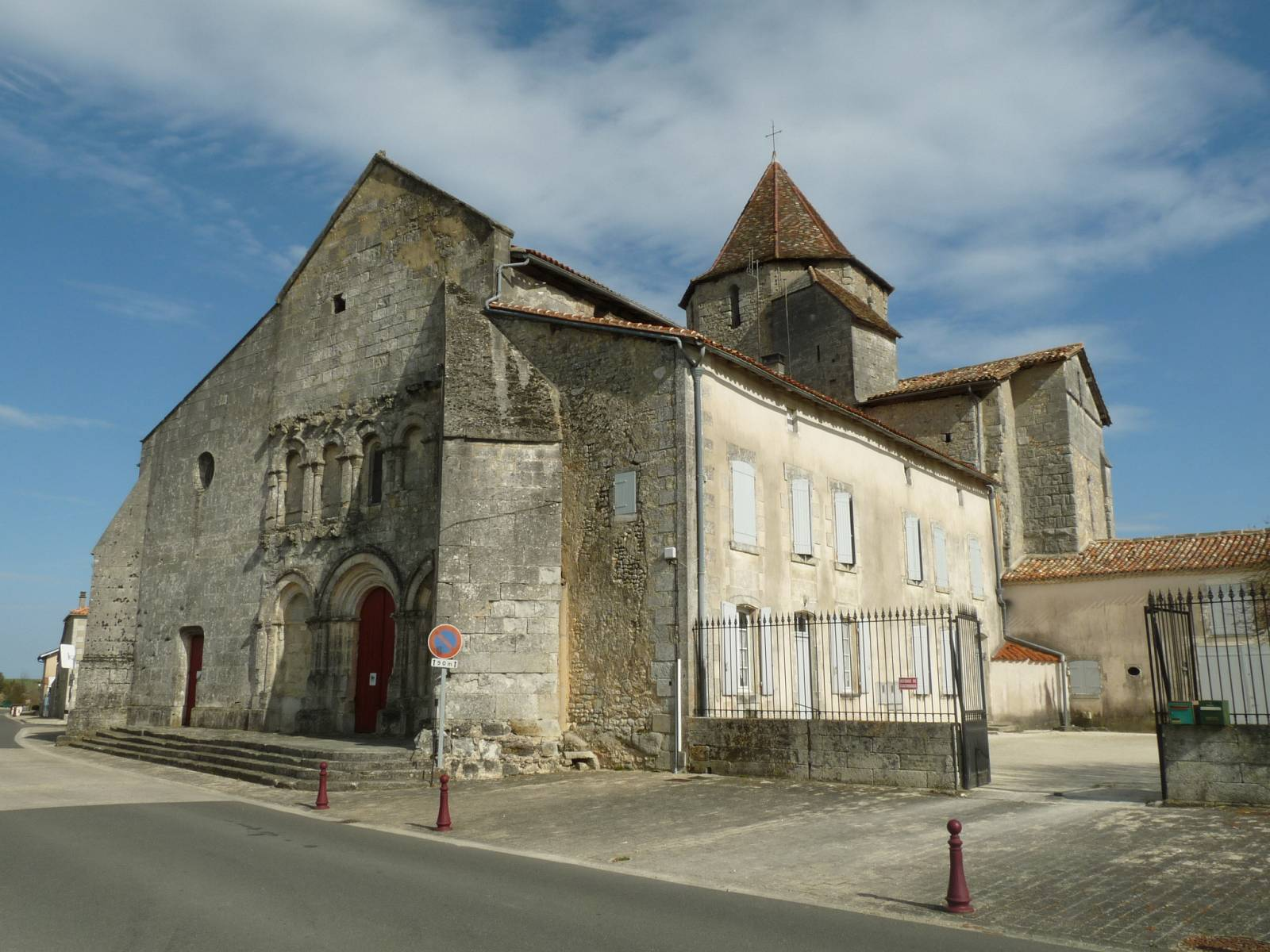
La façade.
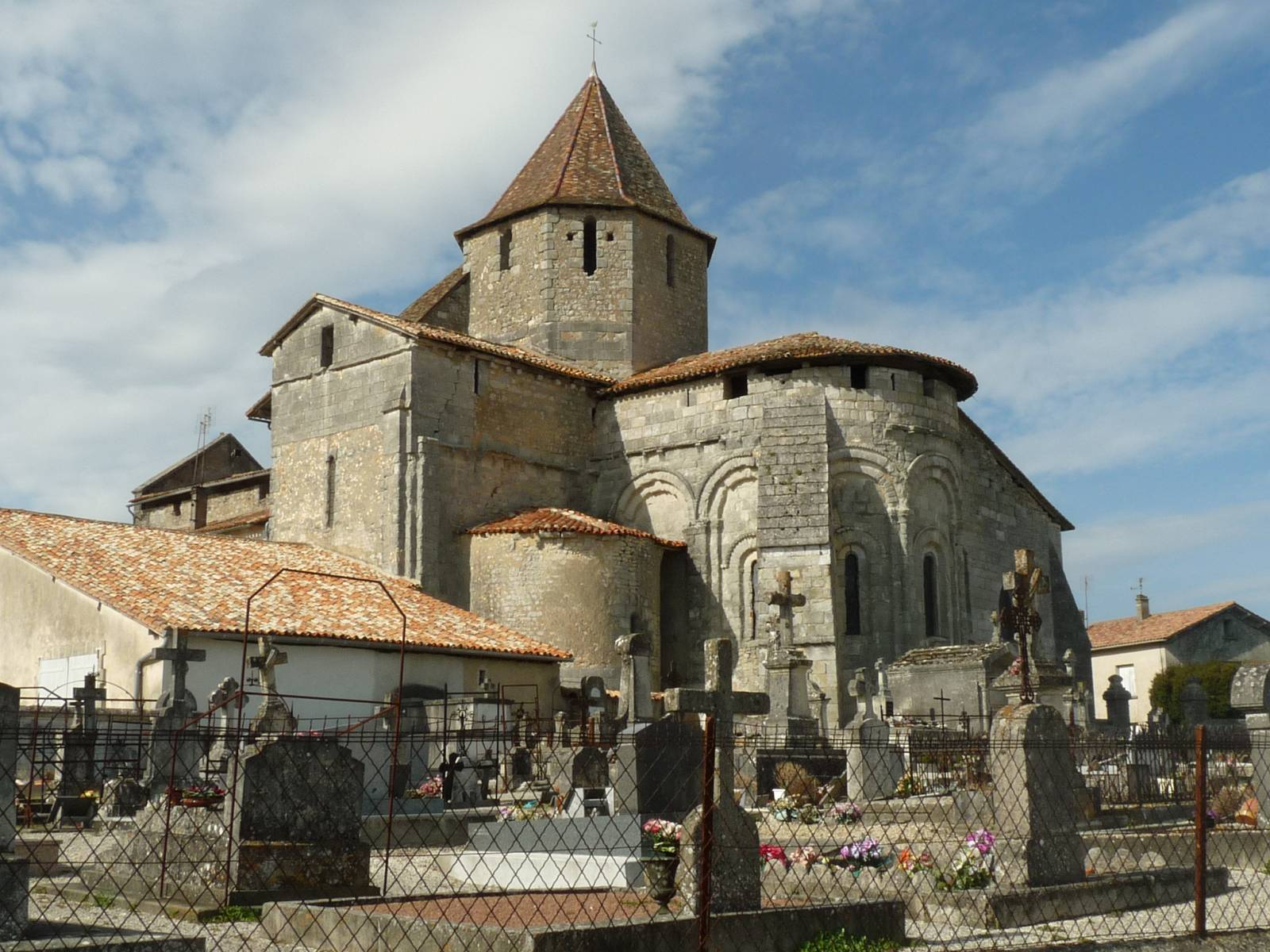
Vue du cimetière.
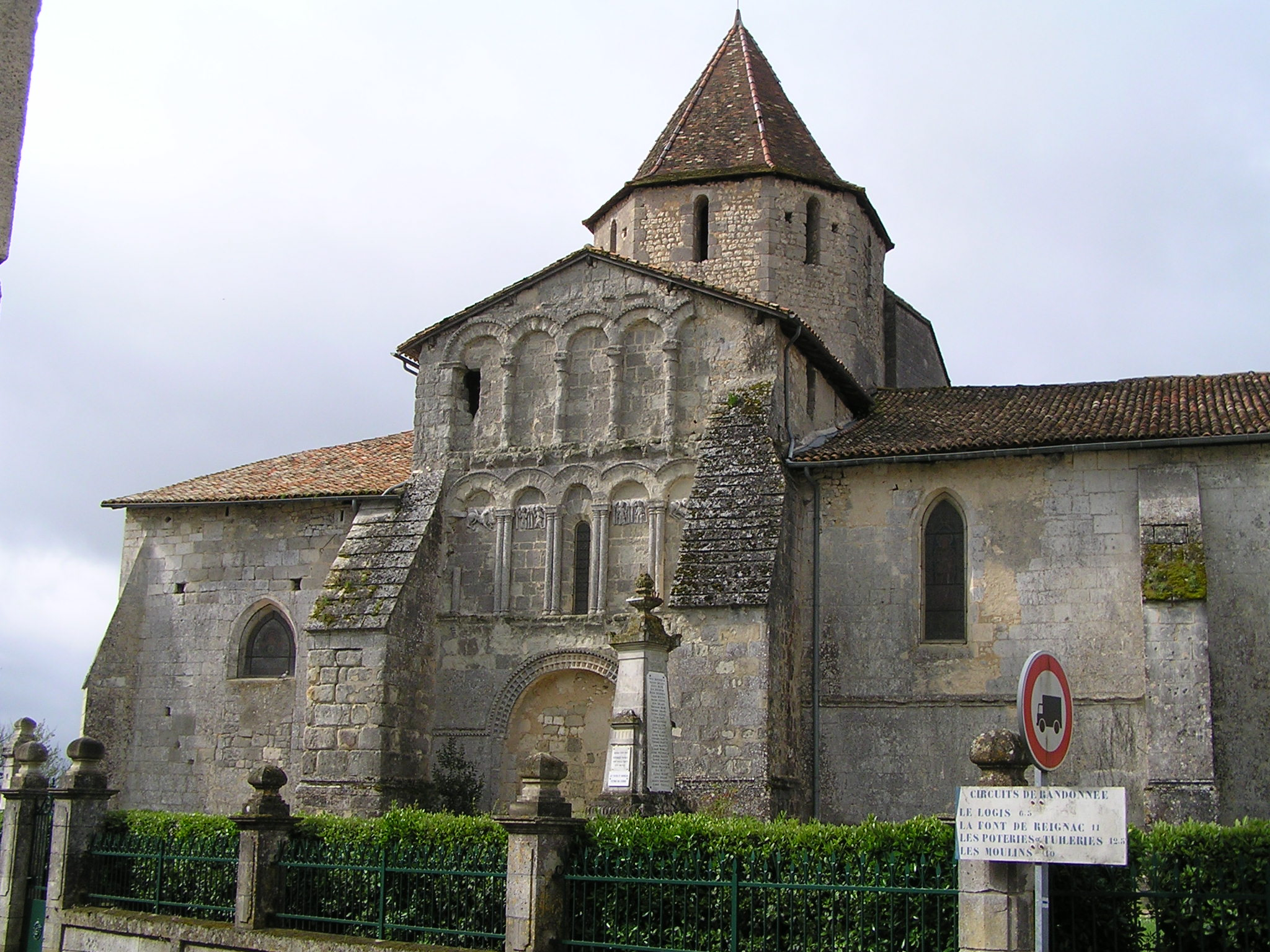
Vue latérale.
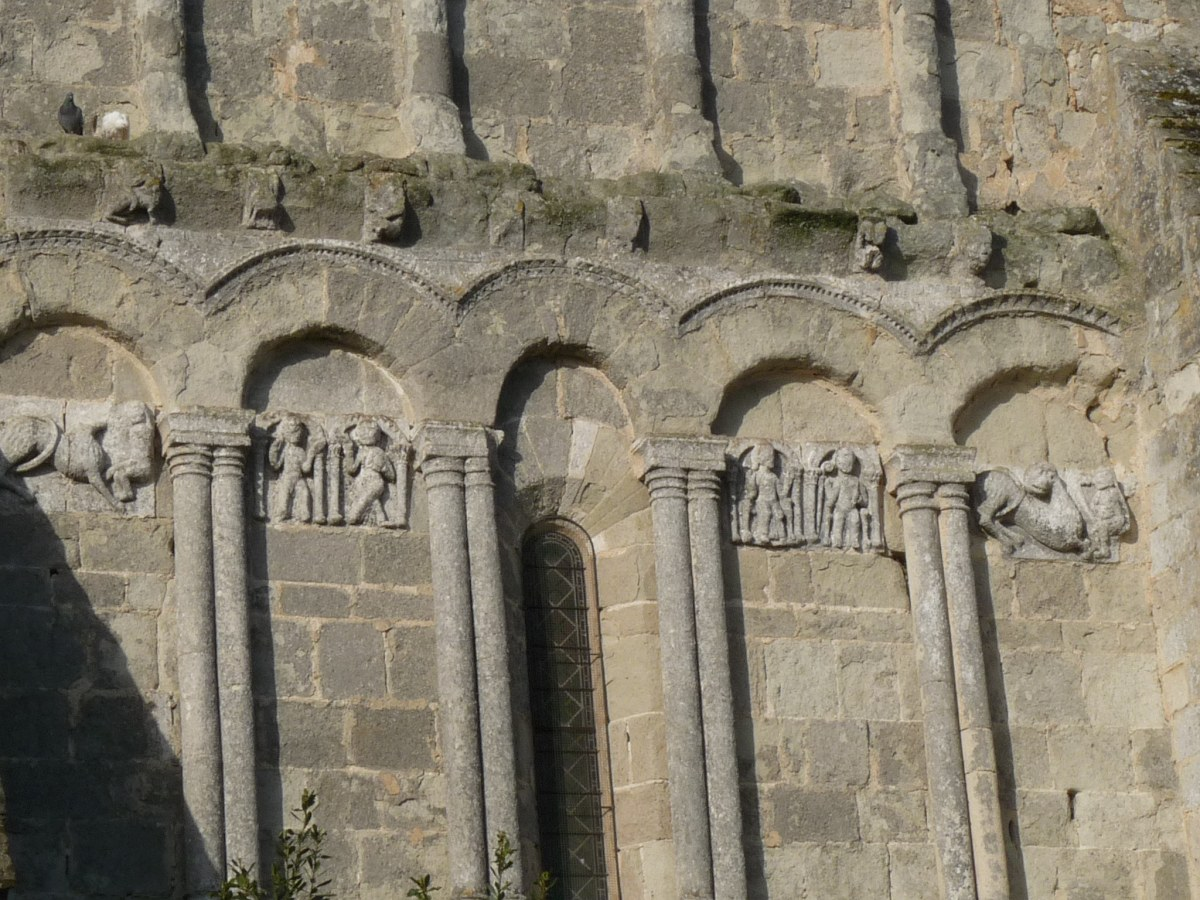
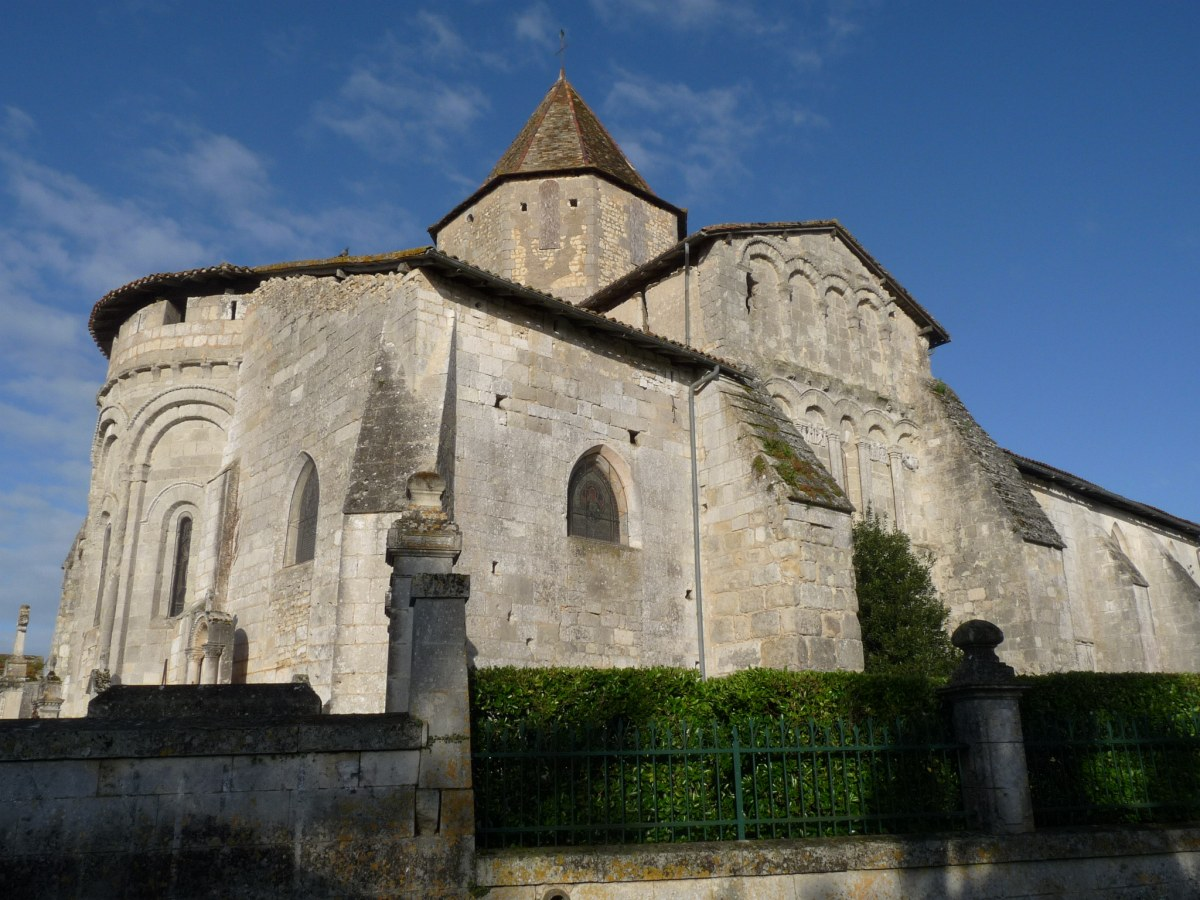
Le chevet.
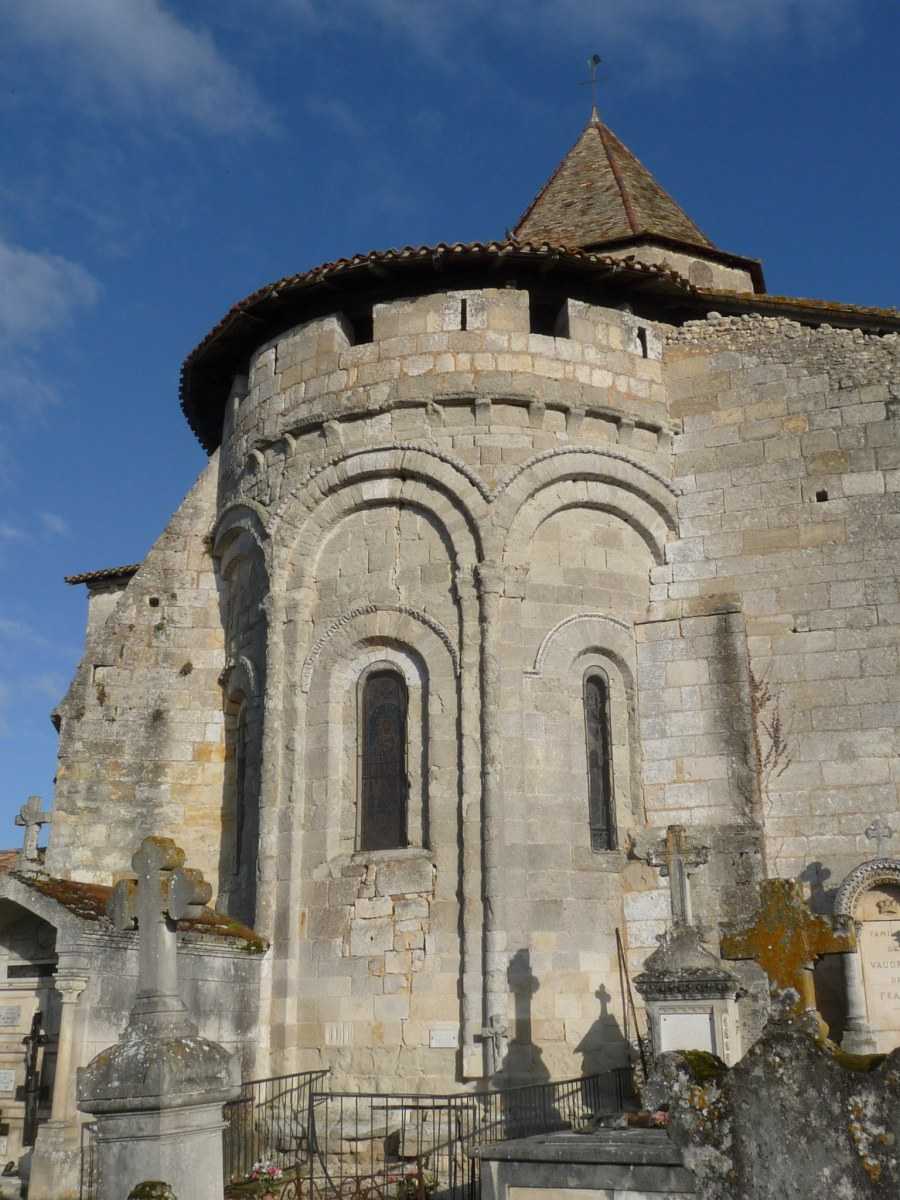

#### Patrimoine civil
- Deux moulins, l'un du XVIIIe siècle, l'autre du début du XIXe siècle.

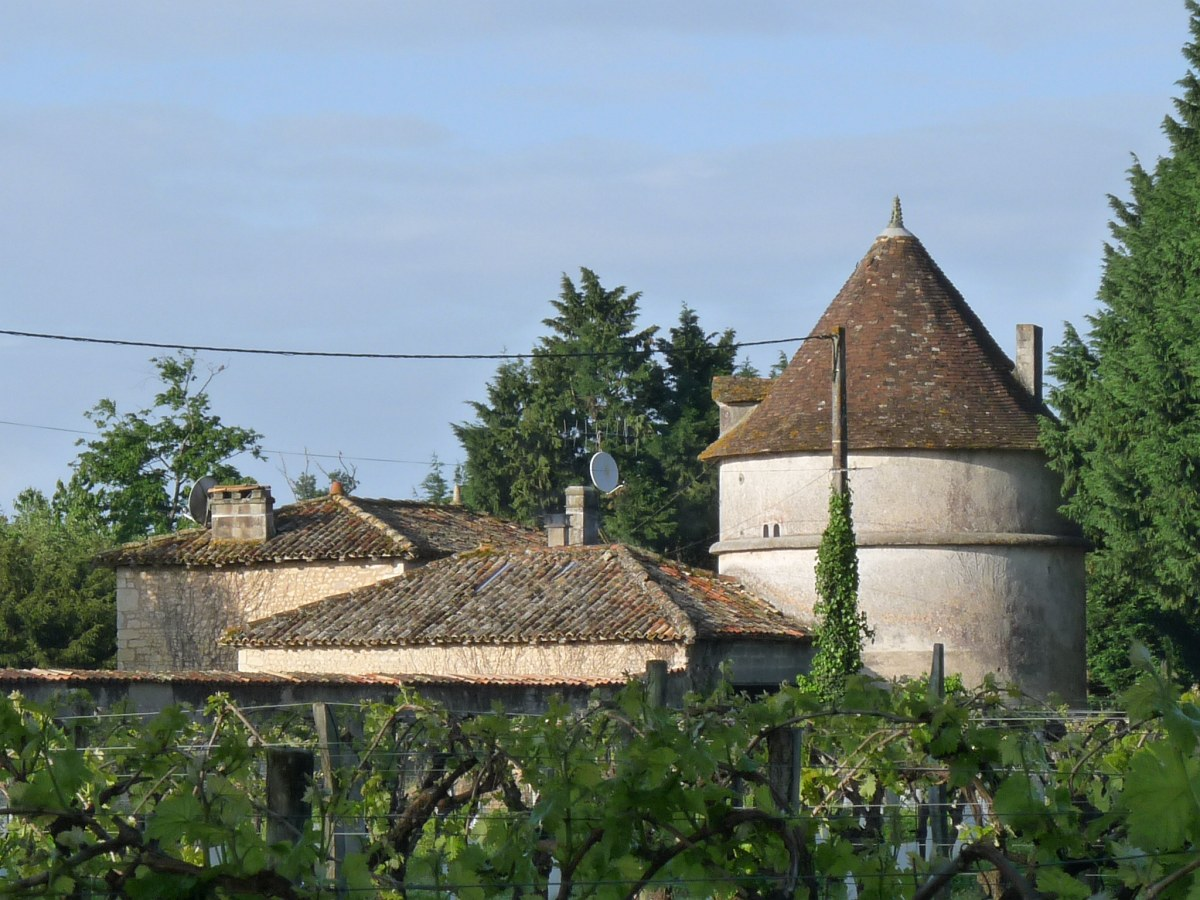
Le logis.

- Deux anciennes tuileries de la fin du XVIIIe siècle.
- Trois fermes du XVIIIe siècle[45].
- Au lieu-dit le Logis, un manoir du XVIIe siècle et son pigeonnier[46],[47].
- Logis de Breuillac, des XVIIe et XVIIIe siècles[47].

#### Voie verte
L'ancienne voie ferrée de Châteauneuf à Saint-Yzan a été aménagée en voie verte en 2004. Celle-ci va de Barbezieux à Clérac, en Charente-Maritime. Au nord de Barbezieux, elle a été prolongée jusqu'à Saint-Médard qui en marque l'extrémité goudronnée en 2015. La liaison jusqu'à Châteauneuf est à l'étude,.

### Héraldique
| Blason de Reignac | Blason  | D'azur à trois abeilles d'or.                    |
| Blason de Reignac | Détails | Le statut officiel du blason reste à déterminer. |